# 8e étape du Tour d'Espagne 2021
Pour un article plus général, voir Tour d'Espagne 2021.
La 8e étape du Tour d'Espagne 2021 se déroule le samedi 21 août 2021, entre Santa Pola et La Manga del Mar Menor, sur une distance de 173,7 km.

## Déroulement de la course
Trois coureurs originaires du Pays basque s'isolent en tête de la course. Il s'agit d'Ander Okamika (Burgos BH), d'Aritz Bagües (Caja Rural) et de Mikel Iturria (Euskaltel-Euskadi). Le peloton emmené par les équipiers des sprinteurs et du maillot rouge contrôle cette échappée et ne permet jamais qu'elle prenne trop d'ampleur. Le trio est repris à 36 kilomètres de l'arrivée. Malgré quelques tentatives de bordures, le peloton se reconstitue et le sprint massif est inévitable. Il est remporté par le Néerlandais Fabio Jakobsen (Deceuninck-Quick Step) qui gagne une deuxième fois sur cette Vuelta.

## Résultats

### Classement de l'étape
| \| Classement de l'étape \| Classement de l'étape \| Classement de l'étape \| Classement de l'étape \| Classement de l'étape \| \| Coureur \| Coureur \| Pays \| Équipe \| Temps \| \| --------------------- \| --------------------- \| --------------------- \| ---------------------- \| --------------------- \| \| 1er \| Fabio Jakobsen \| Pays-Bas \| Deceuninck-Quick Step \| 3 h 56 min 05 s \| \| 2e \| Alberto Dainese \| Italie \| Team DSM \| + 0 s \| \| 3e \| Jasper Philipsen \| Belgique \| Alpecin-Fenix \| + 0 s \| \| 4e \| Jordi Meeus \| Belgique \| Bora-Hansgrohe \| + 0 s \| \| 5e \| Itamar Einhorn \| Israël \| Israel Start-Up Nation \| + 0 s \| \| 6e \| Arnaud Démare \| France \| Groupama-FDJ \| + 0 s \| \| 7e \| Michael Matthews \| Australie \| BikeExchange \| + 0 s \| \| 8e \| Martin Laas \| Estonie \| Bora-Hansgrohe \| + 0 s \| \| 9e \| Piet Allegaert \| Belgique \| Cofidis \| + 0 s \| \| 10e \| Jon Aberasturi \| Espagne \| Caja Rural-Seguros RGA \| + 0 s \| |                  |           |                        |                 |
| |                  |           |                        |                 |
| Source : ProCyclingStats |                  |           |                        |                 |
| Classement de l'étape |                  |           |                        |                 |
| Coureur | Coureur          | Pays      | Équipe                 | Temps           |
| 1er | Fabio Jakobsen   | Pays-Bas  | Deceuninck-Quick Step  | 3 h 56 min 05 s |
| 2e | Alberto Dainese  | Italie    | Team DSM               | + 0 s           |
| 3e | Jasper Philipsen | Belgique  | Alpecin-Fenix          | + 0 s           |
| 4e | Jordi Meeus      | Belgique  | Bora-Hansgrohe         | + 0 s           |
| 5e | Itamar Einhorn   | Israël    | Israel Start-Up Nation | + 0 s           |
| 6e | Arnaud Démare    | France    | Groupama-FDJ           | + 0 s           |
| 7e | Michael Matthews | Australie | BikeExchange           | + 0 s           |
| 8e | Martin Laas      | Estonie   | Bora-Hansgrohe         | + 0 s           |
| 9e | Piet Allegaert   | Belgique  | Cofidis                | + 0 s           |
| 10e | Jon Aberasturi   | Espagne   | Caja Rural-Seguros RGA | + 0 s           |

## Classements à l'issue de l'étape

### Classement général
| \| Classement général \| Classement général \| Classement général \| Classement général \| Classement général \| \| Coureur \| Coureur \| Pays \| Équipe \| Temps \| \| ------------------ \| ------------------- \| ------------------ \| ------------------- \| ------------------ \| \| 1er \| Primož Roglič \| Slovénie \| Jumbo-Visma \| 29 h 14 min 40 s \| \| 2e \| Felix Großschartner \| Autriche \| Bora-Hansgrohe \| + 8 s \| \| 3e \| Enric Mas \| Espagne \| Movistar Team \| + 25 s \| \| 4e \| Miguel Ángel López \| Colombie \| Movistar Team \| + 36 s \| \| 5e \| Jan Polanc \| Slovénie \| UAE Team Emirates \| + 38 s \| \| 6e \| Egan Bernal \| Colombie \| Ineos Grenadiers \| + 41 s \| \| 7e \| Jack Haig \| Australie \| Bahrain Victorious \| + 57 s \| \| 8e \| Sepp Kuss \| États-Unis \| Jumbo-Visma \| + 59 s \| \| 9e \| Aleksandr Vlasov \| Russie \| Astana-Premier Tech \| + 1 min 06 s \| \| 10e \| Adam Yates \| Royaume-Uni \| Ineos Grenadiers \| + 1 min 22 s \| |                     |             |                     |                  |
| |                     |             |                     |                  |
| Source : ProCyclingStats |                     |             |                     |                  |
| Classement général |                     |             |                     |                  |
| Coureur | Coureur             | Pays        | Équipe              | Temps            |
| 1er | Primož Roglič       | Slovénie    | Jumbo-Visma         | 29 h 14 min 40 s |
| 2e | Felix Großschartner | Autriche    | Bora-Hansgrohe      | + 8 s            |
| 3e | Enric Mas           | Espagne     | Movistar Team       | + 25 s           |
| 4e | Miguel Ángel López  | Colombie    | Movistar Team       | + 36 s           |
| 5e | Jan Polanc          | Slovénie    | UAE Team Emirates   | + 38 s           |
| 6e | Egan Bernal         | Colombie    | Ineos Grenadiers    | + 41 s           |
| 7e | Jack Haig           | Australie   | Bahrain Victorious  | + 57 s           |
| 8e | Sepp Kuss           | États-Unis  | Jumbo-Visma         | + 59 s           |
| 9e | Aleksandr Vlasov    | Russie      | Astana-Premier Tech | + 1 min 06 s     |
| 10e | Adam Yates          | Royaume-Uni | Ineos Grenadiers    | + 1 min 22 s     |

| Classement par points | Classement par points | Classement par points | Classement par points | Classement par points |
| Coureur               | Coureur               | Pays                  | Équipe                | Points                |
| --------------------- | --------------------- | --------------------- | --------------------- | --------------------- |
| 1er                   | Fabio Jakobsen        | Pays-Bas              | Deceuninck-Quick Step | 180 pts               |
| 2e                    | Jasper Philipsen      | Belgique              | Alpecin-Fenix         | 164 pts               |
| 3e                    | Arnaud Démare         | France                | Groupama-FDJ          | 74 pts                |
| 4e                    | Alberto Dainese       | Italie                | Team DSM              | 73 pts                |
| 5e                    | Michael Matthews      | Australie             | BikeExchange          | 70 pts                |
| 6e                    | Magnus Cort Nielsen   | Danemark              | EF Education-Nippo    | 67 pts                |
| 7e                    | Primož Roglič         | Slovénie              | Jumbo-Visma           | 54 pts                |
| 8e                    | Alex Aranburu         | Espagne               | Astana-Premier Tech   | 52 pts                |
| 9e                    | Piet Allegaert        | Belgique              | Cofidis               | 45 pts                |
| 10e                   | Jordi Meeus           | Belgique              | Bora-Hansgrohe        | 42 pts                |

| Classement par points | Classement par points | Classement par points | Classement par points | Classement par points |
| Coureur               | Coureur               | Pays                  | Équipe                | Points                |
| --------------------- | --------------------- | --------------------- | --------------------- | --------------------- |
| 1er                   | Fabio Jakobsen        | Pays-Bas              | Deceuninck-Quick Step | 180 pts               |
| 2e                    | Jasper Philipsen      | Belgique              | Alpecin-Fenix         | 164 pts               |
| 3e                    | Arnaud Démare         | France                | Groupama-FDJ          | 74 pts                |
| 4e                    | Alberto Dainese       | Italie                | Team DSM              | 73 pts                |
| 5e                    | Michael Matthews      | Australie             | BikeExchange          | 70 pts                |
| 6e                    | Magnus Cort Nielsen   | Danemark              | EF Education-Nippo    | 67 pts                |
| 7e                    | Primož Roglič         | Slovénie              | Jumbo-Visma           | 54 pts                |
| 8e                    | Alex Aranburu         | Espagne               | Astana-Premier Tech   | 52 pts                |
| 9e                    | Piet Allegaert        | Belgique              | Cofidis               | 45 pts                |
| 10e                   | Jordi Meeus           | Belgique              | Bora-Hansgrohe        | 42 pts                |

| Classement de la montagne | Classement de la montagne | Classement de la montagne | Classement de la montagne          | Classement de la montagne |
| Coureur                   | Coureur                   | Pays                      | Équipe                             | Points                    |
| ------------------------- | ------------------------- | ------------------------- | ---------------------------------- | ------------------------- |
| 1er                       | Pavel Sivakov             | Russie                    | Ineos Grenadiers                   | 16 pts                    |
| 2e                        | Michael Storer            | Australie                 | Team DSM                           | 12 pts                    |
| 3e                        | Jack Haig                 | Australie                 | Bahrain Victorious                 | 11 pts                    |
| 4e                        | Romain Bardet             | France                    | Team DSM                           | 11 pts                    |
| 5e                        | Rein Taaramäe             | Estonie                   | Intermarché-Wanty-Gobert Matériaux | 10 pts                    |
| 6e                        | Kenny Elissonde           | France                    | Trek-Segafredo                     | 10 pts                    |
| 7e                        | Sepp Kuss                 | États-Unis                | Jumbo-Visma                        | 9 pts                     |
| 8e                        | Jan Polanc                | Slovénie                  | UAE Team Emirates                  | 6 pts                     |
| 9e                        | Carlos Verona             | Espagne                   | Movistar Team                      | 6 pts                     |
| 10e                       | Joe Dombrowski            | États-Unis                | UAE Team Emirates                  | 6 pts                     |

| Classement de la montagne | Classement de la montagne | Classement de la montagne | Classement de la montagne          | Classement de la montagne |
| Coureur                   | Coureur                   | Pays                      | Équipe                             | Points                    |
| ------------------------- | ------------------------- | ------------------------- | ---------------------------------- | ------------------------- |
| 1er                       | Pavel Sivakov             | Russie                    | Ineos Grenadiers                   | 16 pts                    |
| 2e                        | Michael Storer            | Australie                 | Team DSM                           | 12 pts                    |
| 3e                        | Jack Haig                 | Australie                 | Bahrain Victorious                 | 11 pts                    |
| 4e                        | Romain Bardet             | France                    | Team DSM                           | 11 pts                    |
| 5e                        | Rein Taaramäe             | Estonie                   | Intermarché-Wanty-Gobert Matériaux | 10 pts                    |
| 6e                        | Kenny Elissonde           | France                    | Trek-Segafredo                     | 10 pts                    |
| 7e                        | Sepp Kuss                 | États-Unis                | Jumbo-Visma                        | 9 pts                     |
| 8e                        | Jan Polanc                | Slovénie                  | UAE Team Emirates                  | 6 pts                     |
| 9e                        | Carlos Verona             | Espagne                   | Movistar Team                      | 6 pts                     |
| 10e                       | Joe Dombrowski            | États-Unis                | UAE Team Emirates                  | 6 pts                     |

| Classement du meilleur jeune | Classement du meilleur jeune | Classement du meilleur jeune | Classement du meilleur jeune | Classement du meilleur jeune |
| Coureur                      | Coureur                      | Pays                         | Équipe                       | Temps                        |
| ---------------------------- | ---------------------------- | ---------------------------- | ---------------------------- | ---------------------------- |
| 1er                          | Egan Bernal                  | Colombie                     | Ineos Grenadiers             | 29 h 15 min 21 s             |
| 2e                           | Aleksandr Vlasov             | Russie                       | Astana-Premier Tech          | + 25 s                       |
| 3e                           | Gino Mäder                   | Suisse                       | Bahrain Victorious           | + 2 min 11 s                 |
| 4e                           | Juan Pedro López             | Espagne                      | Trek-Segafredo               | + 2 min 22 s                 |
| 5e                           | Clément Champoussin          | France                       | AG2R Citroën Team            | + 4 min 54 s                 |
| 6e                           | Rémy Rochas                  | France                       | Cofidis                      | + 7 min 36 s                 |
| 7e                           | Jefferson Cepeda             | Équateur                     | Caja Rural-Seguros RGA       | + 10 min 28 s                |
| 8e                           | Michael Storer               | Australie                    | Team DSM                     | + 11 min 25 s                |
| 9e                           | Steff Cras                   | Belgique                     | Lotto-Soudal                 | + 13 min 42 s                |
| 10e                          | Andreas Kron                 | Danemark                     | Lotto-Soudal                 | + 16 min 51 s                |

| Classement du meilleur jeune | Classement du meilleur jeune | Classement du meilleur jeune | Classement du meilleur jeune | Classement du meilleur jeune |
| Coureur                      | Coureur                      | Pays                         | Équipe                       | Temps                        |
| ---------------------------- | ---------------------------- | ---------------------------- | ---------------------------- | ---------------------------- |
| 1er                          | Egan Bernal                  | Colombie                     | Ineos Grenadiers             | 29 h 15 min 21 s             |
| 2e                           | Aleksandr Vlasov             | Russie                       | Astana-Premier Tech          | + 25 s                       |
| 3e                           | Gino Mäder                   | Suisse                       | Bahrain Victorious           | + 2 min 11 s                 |
| 4e                           | Juan Pedro López             | Espagne                      | Trek-Segafredo               | + 2 min 22 s                 |
| 5e                           | Clément Champoussin          | France                       | AG2R Citroën Team            | + 4 min 54 s                 |
| 6e                           | Rémy Rochas                  | France                       | Cofidis                      | + 7 min 36 s                 |
| 7e                           | Jefferson Cepeda             | Équateur                     | Caja Rural-Seguros RGA       | + 10 min 28 s                |
| 8e                           | Michael Storer               | Australie                    | Team DSM                     | + 11 min 25 s                |
| 9e                           | Steff Cras                   | Belgique                     | Lotto-Soudal                 | + 13 min 42 s                |
| 10e                          | Andreas Kron                 | Danemark                     | Lotto-Soudal                 | + 16 min 51 s                |

| Classement par équipes | Classement par équipes             | Classement par équipes | Classement par équipes |
| Équipe                 | Équipe                             | Pays                   | Temps                  |
| ---------------------- | ---------------------------------- | ---------------------- | ---------------------- |
| 1re                    | Movistar Team                      | Espagne                | 87 h 42 min 27 s       |
| 2e                     | Ineos Grenadiers                   | Royaume-Uni            | + 2 min 10 s           |
| 3e                     | Bahrain Victorious                 | Bahreïn                | + 4 min 19 s           |
| 4e                     | UAE Team Emirates                  | Émirats arabes unis    | + 4 min 26 s           |
| 5e                     | Jumbo-Visma                        | Pays-Bas               | + 7 min 41 s           |
| 6e                     | Intermarché-Wanty-Gobert Matériaux | Belgique               | + 13 min 59 s          |
| 7e                     | Team DSM                           | Allemagne              | + 17 min 42 s          |
| 8e                     | AG2R Citroën Team                  | France                 | + 18 min 11 s          |
| 9e                     | Trek-Segafredo                     | États-Unis             | + 18 min 26 s          |
| 10e                    | Astana-Premier Tech                | Kazakhstan             | + 21 min 15 s          |

| Classement par équipes | Classement par équipes             | Classement par équipes | Classement par équipes |
| Équipe                 | Équipe                             | Pays                   | Temps                  |
| ---------------------- | ---------------------------------- | ---------------------- | ---------------------- |
| 1re                    | Movistar Team                      | Espagne                | 87 h 42 min 27 s       |
| 2e                     | Ineos Grenadiers                   | Royaume-Uni            | + 2 min 10 s           |
| 3e                     | Bahrain Victorious                 | Bahreïn                | + 4 min 19 s           |
| 4e                     | UAE Team Emirates                  | Émirats arabes unis    | + 4 min 26 s           |
| 5e                     | Jumbo-Visma                        | Pays-Bas               | + 7 min 41 s           |
| 6e                     | Intermarché-Wanty-Gobert Matériaux | Belgique               | + 13 min 59 s          |
| 7e                     | Team DSM                           | Allemagne              | + 17 min 42 s          |
| 8e                     | AG2R Citroën Team                  | France                 | + 18 min 11 s          |
| 9e                     | Trek-Segafredo                     | États-Unis             | + 18 min 26 s          |
| 10e                    | Astana-Premier Tech                | Kazakhstan             | + 21 min 15 s          |

## Abandons
- Davide Cimolai (Israel Start-Up Nation) : abandon